# Samani, Hokkaidō
Samani (様似町 Samani-chō) là thị trấn thuộc huyện Samani, phó tỉnh Hidaka, Hokkaidō, Nhật Bản. Tính đến ngày 1 tháng 10 năm 2020, dân số ước tính thị trấn là 4.043 người và mật độ dân số là 11 người/km2. Tổng diện tích thị trấn là 364,33 km2.